# Julián Rodas
Julián Rodas (Pereira, 2 de enero de 1982) es un exciclista profesional colombiano. Compitió por el equipo Gobernación de Antioquia-Indeportes Antioquia desde 2009 a 2012 y actualmente lo hace en el Colombia Coldeportes.
En 2003 fue campeón nacional contrarreloj sub-23 y al año siguiente culminó tercero en la Vuelta de la Juventud de Colombia.
La Clásica Ciudad de Girardot, la Clásica Marco Fidel Suárez (2006) y la Cásica Héroes de la Patria (2012) han sido algunos de sus triunfos en el calendario colombiano. Destaca también la segunda colocación en el Clásico RCN en 2011.
A nivel internacional ganó una etapa de la Vuelta a Costa Rica en 2009, carrera en la que acabó en el podio (3º). En 2012 finalizó 2º en la Vuelta a México por detrás de Óscar Sevilla, pero posteriormente fue declarado vencedor de la carrera al ser suspendido Sevilla por un caso de dopaje.
Ha destacado también en la práctica del MTB tanto nacional como internacional; se destacan sus participaciones en competencias en Mala (Perú), en Brasil, Puerto Rico y España. En ciclismo de ruta hizo parte del equipo U.C. Arcobaleno en Italia.

## Palmarés
2003
- Campeón de Colombia Contrarreloj Sub-23

2006
- Clásica de Girardot

2009
- 1 etapa de la Vuelta a Costa Rica

2012
- Vuelta a México